# Francisco Macias Nguema
Francisco Macías Nguema  nebo také Masie Nguema Biyogo Ñegue Ndong (1. ledna 1924 Nzega Ayong, Španělská Guinea – 29. září 1979, Malabo, Rovníková Guinea) byl guineyský politik a prezident Rovníkové Guiney.

## Život
Nguema byl příslušníkem kmene Fabng. Jeho otec byl kmenový medicinman, který duchům obětoval svého mladšího bratra. Když bylo Franciscovi Nguemovi 9 let, jeho otce zavraždil španělský koloniální úředník. Brzy nastoupil do armády a poté mu španělská koloniální správa nabídla místo starosty města Mongomo. Krátce předtím než Rovníková Guinea získala nezávislost, zastával Nguema post poslance parlamentu. Po vyhlášení nezávislosti v roce 1968 vyhrál první prezidentské volby. Poražený protikandidát Bonifacio Ondó Edu byl krátce na to zavražděn. Nguema přerušil kontakty se Španělskem a upevňoval svoji neomezenou nadvládu. V roce 1971 zavedl trest smrti za urážku hlavy státu, v roce 1972 se prohlásil doživotním prezidentem a zrušil opoziční politické strany, v roce 1973 zorganizoval referendum, které většinou 99,9 % hlasů zrušilo ústavu a dalo prezidentovi neomezené pravomoci.
Jeho vláda byla brutální, stát získal přezdívku Africké Dachau. Odhaduje se, že za jedenáct let, co byl u moci, bylo zabito 50 000 ze zhruba 300 000 obyvatel země. Prezident zakázal slovo intelektuál a nechal všechny vzdělané lidi popravit nebo vyhnat, odstartoval krvavé represe proti kmeni Bubi (původní obyvatelé ostrova Bioko, který nechal pojmenovat podle sebe), neboť se jednalo o tradiční nepřátele jeho vlastního kmene Fang. Nařídil také masakr sezónních dělníků z Nigérie, po kterém ze země odešli všichni cizinci. Nechal zabít guvernéra národní banky a všechny devizové rezervy země uložil ve svém domě. Stupňující se regulérní šílenství diktátora bylo vysvětlováno užíváním rostlinného halucinogenu iboga. Prohlásil se bohem zvaným Jedinečný zázrak a všechny ostatní církve postavil mimo zákon, kněží nechal popravit. Oddával se tradičním rituálům kmene Fang, uctívání fetišů a zřejmě i rituálnímu kanibalismu. Jeho přesvědčení o vlastních nadpřirozených schopnostech vedlo k tomu, že zrušil nemocnice jako zbytečné, protože on sám dokáže vyléčit všechny nemoci. Rostoucí paranoia vedla k tomu, že začal likvidovat i své nejbližší spolupracovníky a příslušníky svého klanu. Nakonec ho jeho synovec Teodoro Obiang Nguema Mbasogo sesadil, odsoudil k smrti a 29. září 1979 spolu s šesti dalšími nejvyššími představiteli režimu dal zastřelit popravčí četou z Maroka.